# گوزووکا-کولونگا
گوزووکا-کولونگا (به لاتین: Guzówka-Kolonia) یک روستا در لهستان است که در گمینا توروبین واقع شده‌است. گوزووکا-کولونگا ۳۹۸ نفر جمعیت دارد.